# Atirador Voroshilov
Atirador Voroshilov ou Atirador de Voroshilov (em russo:  Ворошиловский стрелок, transl. Voroshílovskiy strelók) foi um título honorífico e um distintivo de pontaria da Osoaviakhim (predecessora da DOSAAF) e do Exército Vermelho para recompensar os cidadãos da União Soviética (URSS) que dominaram o tiro e passaram com sucesso nos padrões relevantes, incluindo o tiro com armas portáteis. Introduzido em 1932, o distintivo é nomeado em homenagem ao alto comandante militar Kliment Vorochilov.
O distintivo era uma condecoração civil, sendo emitido tanto pela Osoaviakhim - com a inscrição ОСОАВИАХИМ -  quanto pelo Exército Vermelho com a inscrição "РККА" (RKKA), o acrônimo para "Exército Vermelho dos Operários e Camponeses".

## História
Nas resoluções do XV Congresso do PCUS em novembro de 1927 foi apontado que o Plano Quinquenal deveria levar em consideração a possibilidade de um ataque à URSS e seu reflexo. Em conexão com o agudo agravamento da situação internacional e a crescente ameaça militar dos Estados economicamente mais fortes, desde 1927 a NEP começou a ser cerceada em todas as áreas da política econômica e social, e a militarização planejada de alguns setores da economia foi realizado. Uma das áreas de militarização foi o treinamento de cidadãos para atirar com precisão.

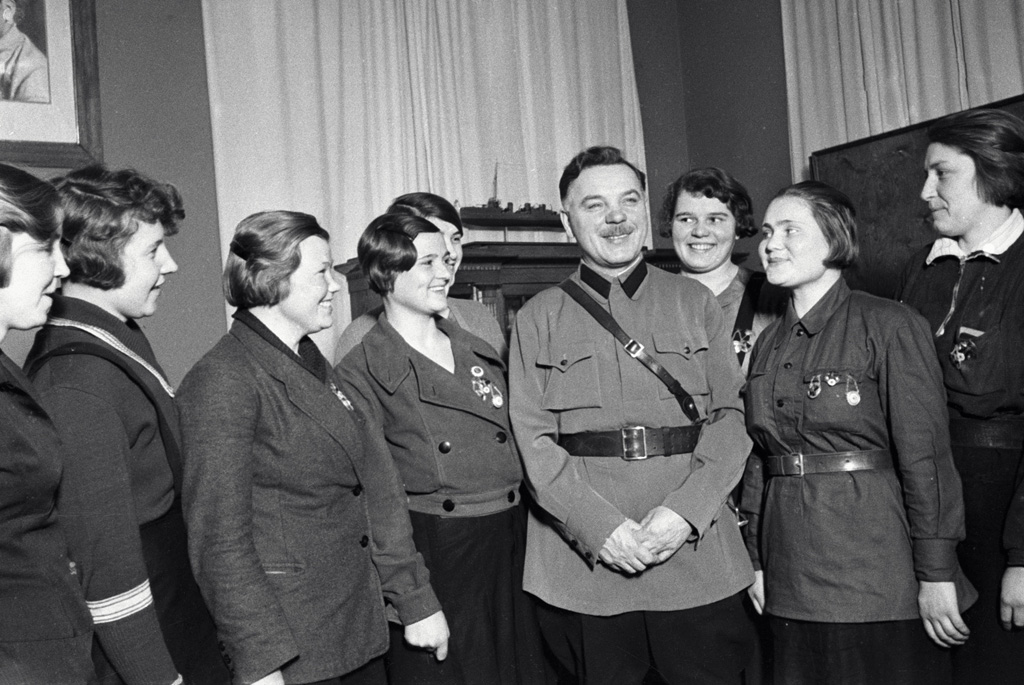
O Comissário de Defesa do Povo da URSS, Kliment E. Voroshilov, se reúne com mulheres membros do Komsomol que receberam o distintivo honorário "Atirador Voroshilov", 1º de novembro de 1935.

O regulamento sobre a criação do título "Atirador Voroshilov" foi aprovado em 29 de outubro de 1932 pelo Presidium do Conselho Central da Osoaviakhim da URSS e da RSFSR, e o próprio distintivo "Atirador Voroshilov" foi aprovado em 29 de dezembro do mesmo ano. Para melhorar as habilidades de tiro, o Conselho Central de Osoaviakhim em 10 de março de 1934 introduziu dois níveis do título "Atirador Voroshilov". Para receber o distintivo "Atirador Voroshilov" de 2º grau, requisitos mais rigorosos foram desenvolvidos. Em julho do mesmo ano, foi aprovado o distintivo Jovem Atirador Voroshilov, que foi concedido a adolescentes de 12 a 15 anos.
O trabalho de defesa em massa foi promovido de várias maneiras e encorajado de todas as maneiras possíveis. O treinamento dos atiradores de Voroshilov tornou-se parte integrante do treinamento e logo surgiu um movimento de trabalhadores e jovens para dominar as habilidades de tiro. No outono de 1934, o primeiro clube de atiradores de Voroshilov na URSS foi aberto no distrito de Baumansky, em Moscou. Pela primeira vez, este clube representou a União Soviética em competições internacionais, onde se encontraram as equipes do Clube Moscovita dos Atiradores Voroshilov e do Clube de Tiro de Portsmouth dos EUA. Com o resultado, a equipe do clube moscovita venceu, marcando 207 pontos a mais que os americanos.
A partir de 1º de agosto de 1936, o distintivo "Atirador Voroshilov" grau II necessitava cumprir a norma para atirar apenas com um fuzil de combate. Em 25 de outubro de 1936, foi aprovado um novo regulamento sobre o distintivo do Jovem Atirador Voroshilov, que foi concedido a adolescentes de 13 a 16 anos, bons alunos que passaram nos testes apropriados. Além disso, um distintivo especial de primeira classe "Jovem Atirador Voroshilov" foi introduzido para aqueles que concluíram tarefas adicionais com sucesso. Os atiradores mais talentosos (menores de 17 anos) receberam o distintivo de "Jovem Sniper" (em russo:  Юный снайпер, transl. Yunyy snayper). Na primeira competição de toda a União com equipes de pioneiros e escolares - jovens atiradores de Voroshilov - o primeiro lugar foi conquistado por uma equipe de Moscou. O Regimento de Jovens Atiradores Voroshilov, formado por alunos do ensino médio da organização distrital de Bauman, em Moscou, participou pela primeira vez do desfile em homenagem ao décimo nono aniversário da Revolução de Outubro.

### Origem do nome
De acordo com uma versão, o distintivo do prêmio deve seu nome a uma história que aconteceu com Kliment Voroshilov no teste de tiro do comandante no verão de 1932. Os atiradores, que se alinharam em seus alvos após o disparo, relataram seus resultados ao Comissário do Povo para Assuntos Militares e Navais, Presidente do Conselho Militar Revolucionário da URSS Voroshilov. Em um alvo completamente novo e limpo, um comandante reclamou de um revólver ruim. Kliment Voroshilov, tendo tirado a arma deste comandante, recuou para a linha de tiro e disparou. Em seguida, verificaram o resultado e descobriram que o Comissário do Povo acertou 59 pontos com sete tiros. Devolvendo a arma àquele comandante, Voroshilov disse: "Não existem armas ruins, existem atiradores ruins." Depois disso, a história desse incidente foi publicada no jornal do distrito e posteriormente ganhou grande fama.

## Características

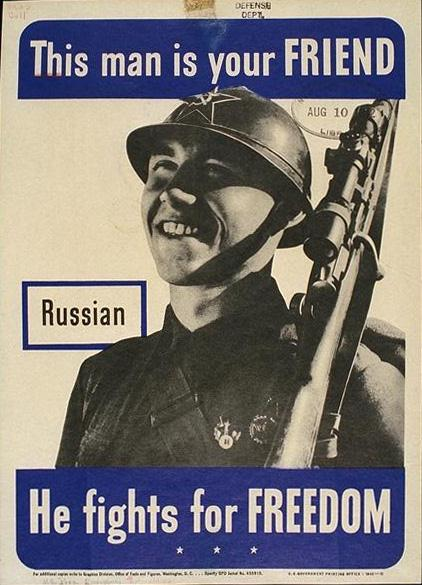
Cartaz americano de 1942. “Esse homem é seu amigo. Russo. Ele luta pela liberdade." No peito deste soldado do Exército Vermelho é visível o distintivo de Atirador Voroshilov.

O distintivo do atirador Voroshilovsky foi feito em várias empresas, incluindo a Casa da Moeda de Leningrado, que produziu cerca de 700.000 exemplares do distintivo. Nele há um soldado com o uniforme militar russo de botas longas, gymnastyorka e quepe como no antigo exército imperial, apontando um fuzil com baioneta. O soldado está sobre um alvo redondo de pontaria e diante de uma grande estrela vermelha com uma bandeira vermelha com a inscrição "Ворошиловский стрелок" ("Atirador Voroshilov"). O distintivo é laureado com um ramo de trigo representando os camponeses à direita, e uma roda dentada industrial representando os operários à esquerda; lado este onde haveria a inscrição "Osoaviakhim" ou "RKKA".

Em 1935, 900.000 pessoas receberam o distintivo Atirador Voroshilov de 1º grau, e 4.706 pessoas foram premiadas com o distintivo Atirador Voroshilov de 2º grau. Estima-se que o número de prêmios entregues esteja entre 6 a 9 milhões. Os distintivos menos comuns são "Atirador Voroshilov" de 2º grau, especialmente o distintivo "Atirador Voroshilovsky" de 2º grau com a inscrição "RKKA" em oposição àqueles com a inscrição "Osoaviakhim".

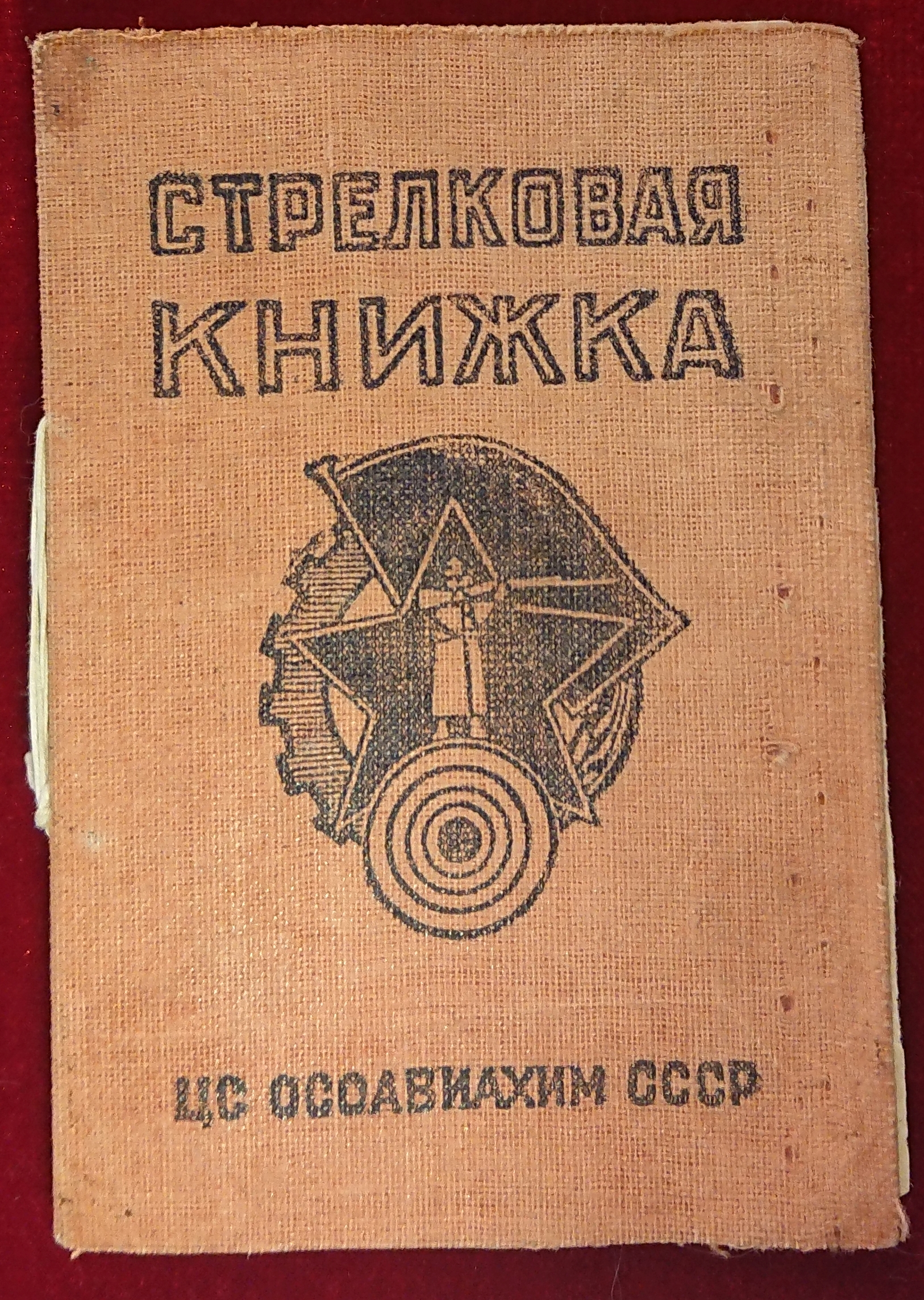
Certificado para o distintivo de Atirador Voroshilov da Osoaviakhim.
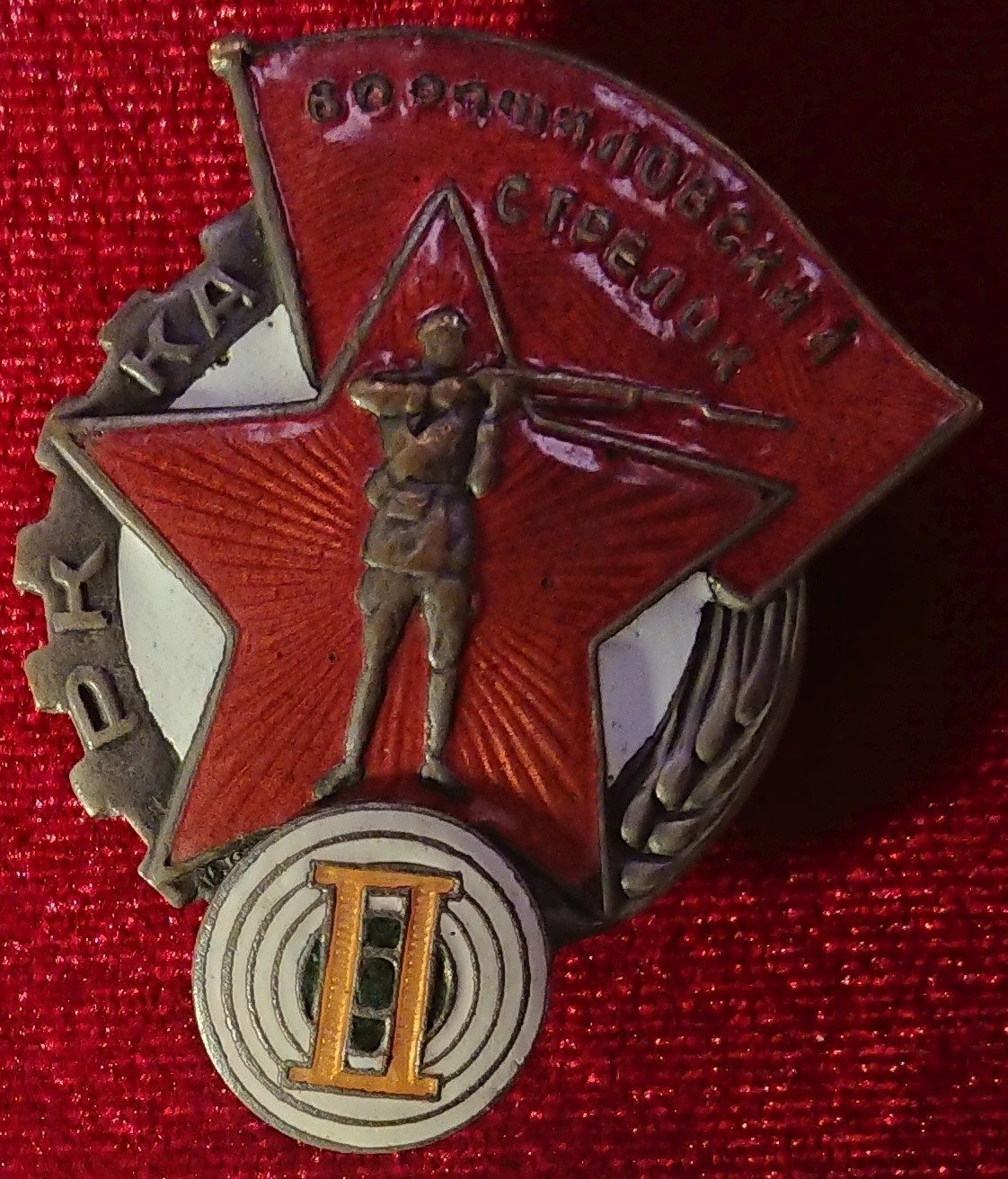
Distintivo de Atirador Voroshilov do Exército Vermelho de 2º grau.

## Na cultura popular
O filme russo Atirador Voroshilov (em russo:  Ворошиловский стрелок, transl. Voroshílovskiy strelók) de 1999 apresenta o idoso Ivan Fyodorovich Afonin (Mikhail Ulyanov), um sniper veterano da Segunda Guerra Mundial e portador do distintivo de Atirador Voroshilov, que se vinga de três jovens que se aproveitaram da sua neta Katya (Anna Sinyakina), e a estupraram. O protagonista é um atirador habilidoso armado com um fuzil sniper Dragunov com silenciador, o qual usa como instrumento de sua vingança.